# Masalia zernytamsia
Masalia zernytamsia är en fjärilsart som beskrevs av Emilio Berio 1935. Masalia zernytamsia ingår i släktet Masalia och familjen nattflyn. Inga underarter finns listade i Catalogue of Life.